# Gare de Ferdinandshof
La gare de Ferdinandshof (en allemand Bahnhof Ferdinandshof) est une gare ferroviaire allemande de la Ligne de Angermünde à Stralsund (de). Elle est située à Ferdinandshof dans le land de Mecklembourg-Poméranie-Occidentale.
Elle est mise en service en 1863, depuis la fermeture du service marchandises, en 1994, c'est une halte voyageurs de la Deutsche Bahn.

## Situation ferroviaire
La gare de Ferdinandshof est située au point kilométrique (PK) 150,2 de la Ligne de Angermünde à Stralsund.

## Histoire
La gare de Ferdinandshof est ouverte le 16 mars 1863 aux services des passagers et des marchandises.
Lorsque l'armée allemande utilisait encore la cavalerie, la station était importante pour le transport des chevaux du haras voisin. Jusqu'après la Seconde Guerre mondiale, les trains express s'arrêtaient à Ferdinandshof pour les expositions d'étalons. De 1892 à 1965 la gare était un terminus de la ligne à voie étroite vers Friedland.
Depuis les années 1950, la station a également servi la Police des casernes et, plus tard, l'armée de la RDA pour accéder aux zones d'entraînement militaire dans les environs d'Ueckermünde.
Le 26 avril 1988 un accident ferroviaire se déroule près de Ferdinandshof quand deux trains rapides sont entrés en collision. Deux voyageurs sont tués et 32 blessés, une des locomotives de la classe 132 est détruite d'une manière telle, qu'il est nécessaire de la démanteler sur place.
En 1994, le trafic des marchandises à Ferdinandshof est supprimé. Depuis, la bâtiment voyageurs est fermé et désaffecté, la gare a le statut de halte sans personnel.

## Service des voyageurs

### Accueil
Depuis 1994, la gare ne sert que comme halte voyageurs sans personnel.

### Desserte
Les trains de la ligne RE3 entre Falkenberg (Elster) et Stralsund s'arrètent tous les deux heures à Ferdinandshof. Les trains IC ne s'arrètent pas à cette gare.

### Intermodalité
Un arrêt d’autobus se trouve à l’est de la gare en Gundelachstraße sur a route L28, desservant la ligne 905 entre Torgelow et Rothemühl,. Des autres arrêts qui offrent accès aux autobus vers Ueckermünde se trouvent au centre du village.

## Patrimoine ferroviaire
L'ancien bâtiment de la gare est transformé en espace habitable, mais n'est plus utilisé aujourd'hui.

Le bâtiment désaffecté et fermé (photos de 2015)
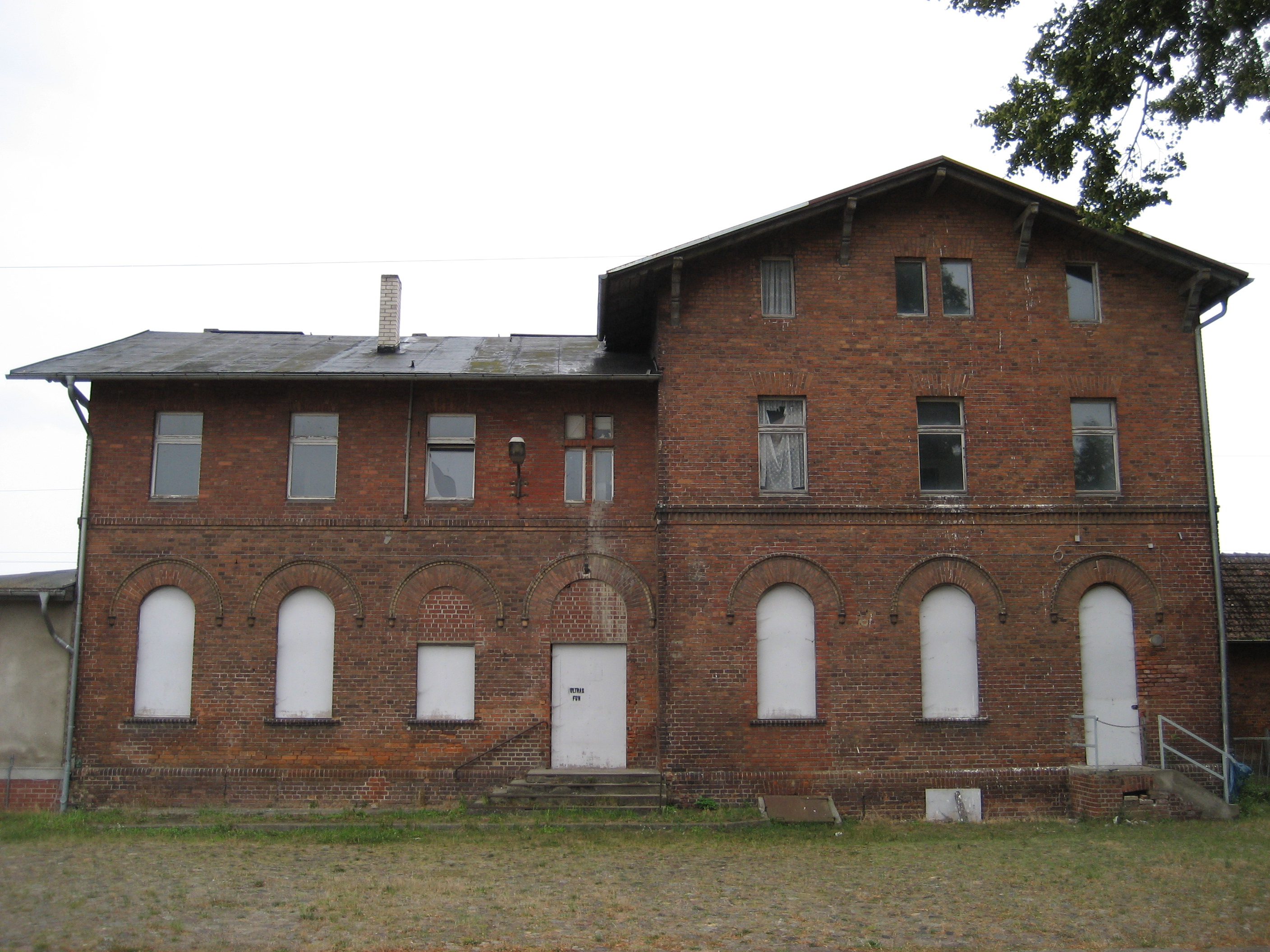
Façade entrée.
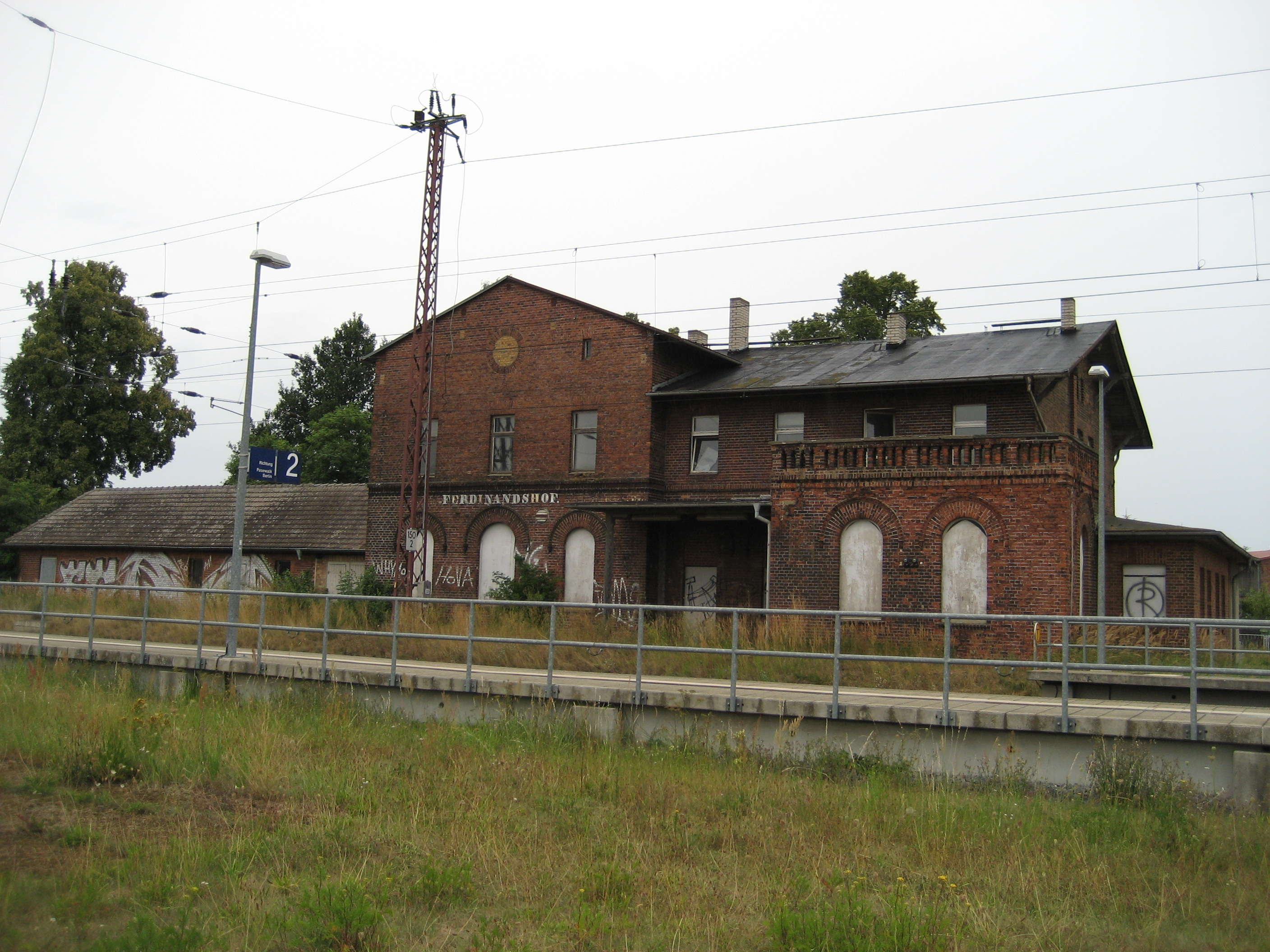
Façade quais.
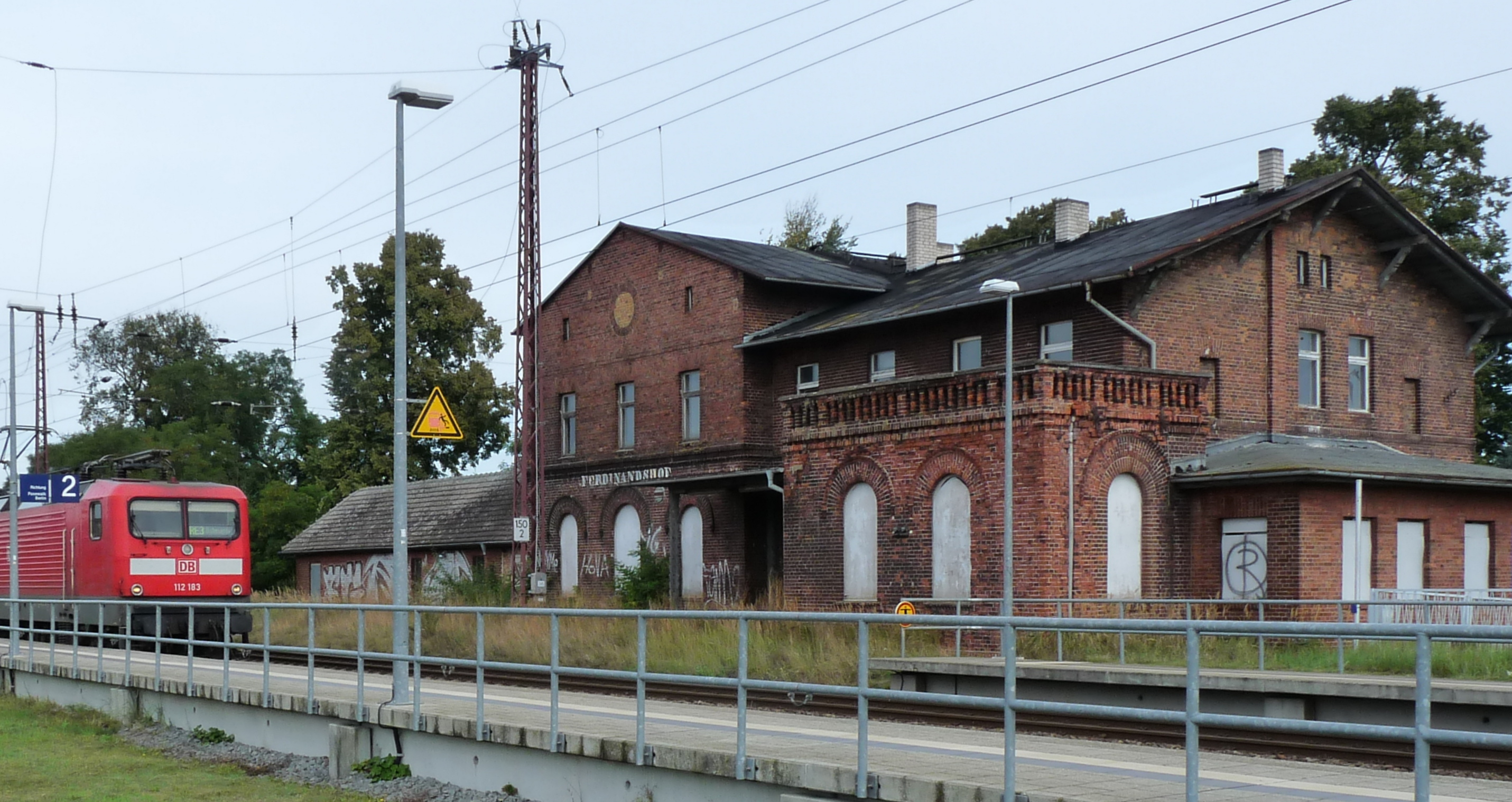
Avec passage train.